# Шевчук Володимир Олексійович
Володимир Олексійович Шевчук (нар. 25 січня 1938, Зелений Гай) — український художник–різьбяр по дереву.

## Життєпис
Народився 25 січня 1938 року в селі Зеленому Гаю (тепер Заліщицький район Тернопільської області, Україна). 1960 року закінчив Косівське училище прикладного мистецтва, 1968 року — Львівський інститут прикладного та декоративного мистецтва.
З 1960 року працював на Косівській фабриці художніх виробів «Гуцульщина» (з 1969 року — головний художник).
Лауреат Державної премії УРСР імені Т. Г. Шевченка (за 1982 рік; разом з С. П. Сліпцем, Д. Г. Сосновим (архітекторами), А. С. Овчарем (столяром-червонодеревником), В. М. Лукашком (різьбярем) — авторами художньо-декоративного оформлення театруру, Л. Г. Сандлером (інженером, автором проекту театру), В. М. Вільшуком (скульптором) за використання мотивів народної творчості при створені приміщення музично-драматичного театру імені І. Я. Франка в Івано-Франківську).

## Творчість
Серед творів тематичні тарілки, декоративні пласти («Моя полонина», «А ми такі паровані», «Щасливе дитинство», «Народні месники»), декоративна плакетка «Карпатський ранок», портрет В. Стефаника.
Автор сувенірів з олімпійською символікою (декоративні тарілки, шкатулки, плакетки, футляри для медалей), присвячених літнім олімпійським іграм 1980 року в Москві.
Автор оформлення інтер'єра — зразків дерев'яної, об'ємно-просторової композиції стелі фоє драматичного театру в Івано-Франківську, Музею партизанської слави в Яремчі.